# Isòtops del mendelevi
El mendelevi (Md) no té cap isòtop estable. S'han caracteritzat 18 radioisòtops, els més estables dels quals són el 258Md, amb un període de semidesintegració de 51,5 dies, el 260Md, amb un període de semidesintegració de 231,8 dies i el 257Md, amb un període de semidesintegració de 5,52 hores. La resta d'isòtops radioactius tenen període de semidesintegració inferiors a les 97 minuts, i la majoria d'ells inferiors als 5 minuts. Aquest element també presenta 5 isòmers nuclears, el més estable dels quals és el 258mMd amb un període de semidesintegració de 57 minuts. Els isòtops del mendelevi varien en massa atòmica del 245,091 u del 245Md fins als 260,104 u del 260Md.

## Taula
| Símbol del núclid | Z(p)                | N(n)                | massa isotòpica(u)  | període de semidesintegració | Espín nuclear | composició isotòpics representativa (fracció molar) | rang de variació natural (fracció molar) |
| Símbol del núclid | energia d'excitació | energia d'excitació | energia d'excitació | període de semidesintegració | Espín nuclear | composició isotòpics representativa (fracció molar) | rang de variació natural (fracció molar) |
| ----------------- | ------------------- | ------------------- | ------------------- | ---------------------------- | ------------- | --------------------------------------------------- | ---------------------------------------- |
| 245Md             | 101                 | 144                 | 245.08083(35)#      | 0.90(25) ms                  | (1/2-)#       |                                                     |                                          |
| 245mMd            | 200(100)# keV       | 200(100)# keV       | 200(100)# keV       | 400(200) ms [0.35(+23-16) s] | (7/2+)        |                                                     |                                          |
| 246Md             | 101                 | 145                 | 246.08189(35)#      | 1.0(4) s                     |               |                                                     |                                          |
| 247Md             | 101                 | 146                 | 247.08164(35)#      | 1.12(22) s                   | 1/2-#         |                                                     |                                          |
| 247mMd            |                     |                     |                     | ~0.2 s                       |               |                                                     |                                          |
| 248Md             | 101                 | 147                 | 248.08282(26)#      | 7(3) s                       |               |                                                     |                                          |
| 249Md             | 101                 | 148                 | 249.08301(24)#      | 24(4) s                      | (7/2-)        |                                                     |                                          |
| 249mMd            | 100(100)# keV       | 100(100)# keV       | 100(100)# keV       | 1.9(9) s                     | (1/2-)        |                                                     |                                          |
| 250Md             | 101                 | 149                 | 250.08442(32)#      | 52(6) s                      |               |                                                     |                                          |
| 251Md             | 101                 | 150                 | 251.08484(22)#      | 4.0(5) min                   | 7/2-#         |                                                     |                                          |
| 252Md             | 101                 | 151                 | 252.08656(21)#      | 2.3(8) min                   |               |                                                     |                                          |
| 253Md             | 101                 | 152                 | 253.08728(22)#      | 12(8) min [6(+12-3) min]     | 7/2-#         |                                                     |                                          |
| 254Md             | 101                 | 153                 | 254.08966(11)#      | 10(3) min                    | (0-)          |                                                     |                                          |
| 254mMd            | 50(100)# keV        | 50(100)# keV        | 50(100)# keV        | 28(8) min                    | (3-)          |                                                     |                                          |
| 255Md             | 101                 | 154                 | 255.091083(7)       | 27(2) min                    | (7/2-)        |                                                     |                                          |
| 256Md             | 101                 | 155                 | 256.09406(6)        | 77(2) min                    | (1-)          |                                                     |                                          |
| 257Md             | 101                 | 156                 | 257.095541(3)       | 5.52(5) h                    | (7/2-)        |                                                     |                                          |
| 258Md             | 101                 | 157                 | 258.098431(5)       | 51.5(3) d                    | (8-)#         |                                                     |                                          |
| 258mMd            | 0(200)# keV         | 0(200)# keV         | 0(200)# keV         | 57.0(9) min                  | 1-#           |                                                     |                                          |
| 259Md             | 101                 | 158                 | 259.10051(22)#      | 1.60(6) h                    | 7/2-#         |                                                     |                                          |
| 260Md             | 101                 | 159                 | 260.10365(34)#      | 27.8(8) d                    |               |                                                     |                                          |
| 261Md             | 101                 | 160                 | 261.10572(70)#      | 40# min                      | 7/2-#         |                                                     |                                          |
| 262Md             | 101                 | 161                 | 262.10887(63)#      | 3# min                       |               |                                                     |                                          |